# Nesse (Loxstedt)
Nesse (niederdeutsch Ness) ist eine Ortschaft in der Einheitsgemeinde Loxstedt im niedersächsischen Landkreis Cuxhaven.

## Geografie

### Lage
Der an der Lune gelegene Ort Nesse befindet sich südlich der kreisfreien Stadt Bremerhaven.

### Nachbarorte
| Lanhausen |                                             | Ortsteil Loxstedt |
| Fleeste   | Kompassrose, die auf Nachbargemeinden zeigt | Düring            |
| Stotel    |                                             | Hetthorn          |

(Quelle:)

## Geschichte
Nesse wurde ursprünglich als Straßendorf angelegt. Das Dorf war im Kirchspiel Loxstedt eingepfarrt und gehörte um 1768 zum Amt Stotel sowie später zu den Ämtern Stotel-Vieland und Lehe. Danach gab es die Kreise Geestemünde beziehungsweise Wesermünde. Während der Franzosenzeit war Nesse Teil der Kommune Stotel. Der Ort war früher ein Gerichtsstandort und wurde im Jahr 1840 eine Landgemeinde. 1876 wurde die gleichnamige Gemarkung gebildet. Nesse war von 1971 bis 1974 eine Mitgliedsgemeinde der Samtgemeinde Loxstedt. Diese musste jedoch bei der Gebietsreform in Niedersachsen, die am 1. März 1974 in Kraft trat, in eine neue Einheitsgemeinde umgewandelt werden. Seitdem ist Nesse eine Ortschaft in der Einheitsgemeinde Loxstedt und verfügt über einen Ortsvorsteher.
Das Dorf ist als Standort der gleichnamigen Gewürzmühle bekannt. Früher gab es auch Ziegeleien, die sich an der Lune bei Fleeste niederließen.
Einwohnerentwicklung
| Jahr | Einwohner | Quelle |
| ---- | --------- | ------ |
| 1910 | 540       | [ 5 ]  |
| 1925 | 871       | [ 6 ]  |
| 1933 | 536       | [ 6 ]  |
| 1939 | 607       | [ 6 ]  |
| 1950 | 10370     | [ 7 ]  |

| Jahr | Einwohner | Quelle |
| ---- | --------- | ------ |
| 1956 | 0975      | [ 7 ]  |
| 1973 | 0893      | [ 1 ]  |
| 2010 | 1411      | [ 8 ]  |
| 2015 | 1319      | [ 9 ]  |
| 2019 | 1404      | [ 2 ]  |

|  |

## Politik

### Gemeinderat und Bürgermeister
Auf kommunaler Ebene wird die Ortschaft Nesse vom Loxstedter Gemeinderat vertreten.

### Ortsvorsteher
Die Ortsvorsteherin von Nesse ist Susanna Köster (SPD). Die Amtszeit läuft von 2016 bis 2021.

### Wappen
Der Entwurf des Kommunalwappens von Nesse stammt von dem Heraldiker und Wappenmaler Albert de Badrihaye, der zahlreiche Wappen im Landkreis Cuxhaven erschaffen hat.
| Wappen von Nesse | Blasonierung: „In Silber auf grünem Schildfuß eine grüne Linde, rechts und links beseitet von drei roten aufeinandergelegten Backsteinen (1 : 2).“ |
| Wappen von Nesse | Wappenbegründung: Die Linde weist auf den Namen „Lindenesse“ hin, eine Umformung des 1105 urkundlich genannten Ortsnamens „Liudenesla“, der von Johann Martin Lappenberg auf Nesse bezogen worden ist. Die Backsteine erinnern an die früheren Ziegeleien in der Gemeinde. |

## Kultur und Sehenswürdigkeiten

### Bauwerke
- Hofanlage Wulsdorfer Straße 1 von 1914 als Gulfhaus
- Hofanlage Georgstraße 4 von um 1880 und 1910
- Stoteler Straße im Ortsteil Im Zollenhamm, aus der Franzosenzeit, mit Feldsteinen gepflastert, Sommerweg und Alleebäume
- Nicht denkmalgeschützte Villen in der Lindenstraße
- Zentrale Pumpstation umgewandelt in eine Abwasserreinigungsanlage

### Bildergalerie

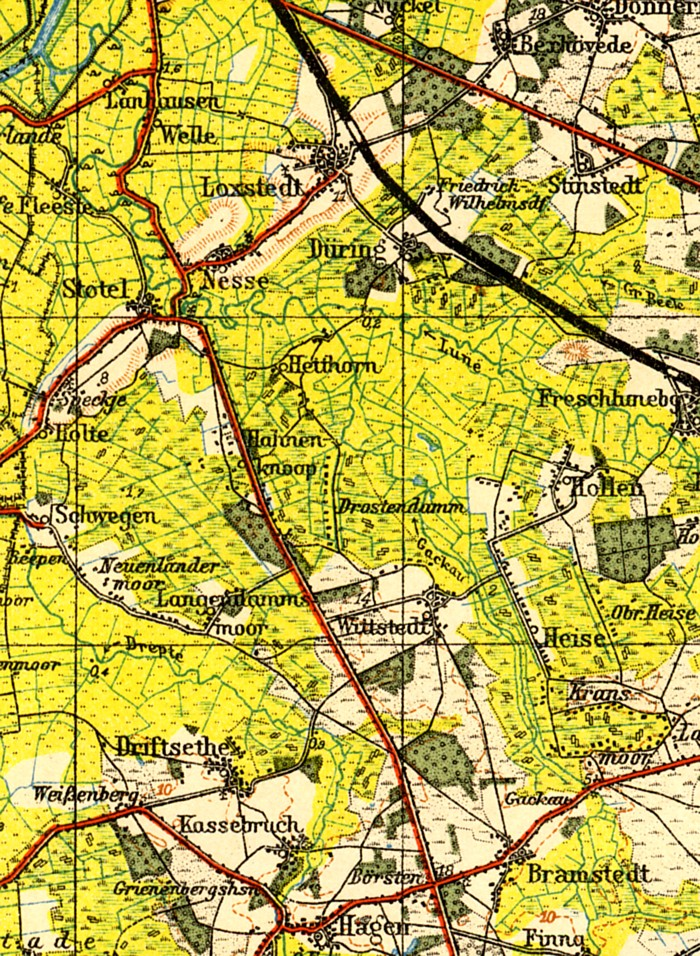
Nesse an der Reichsstraße 6 (1906)
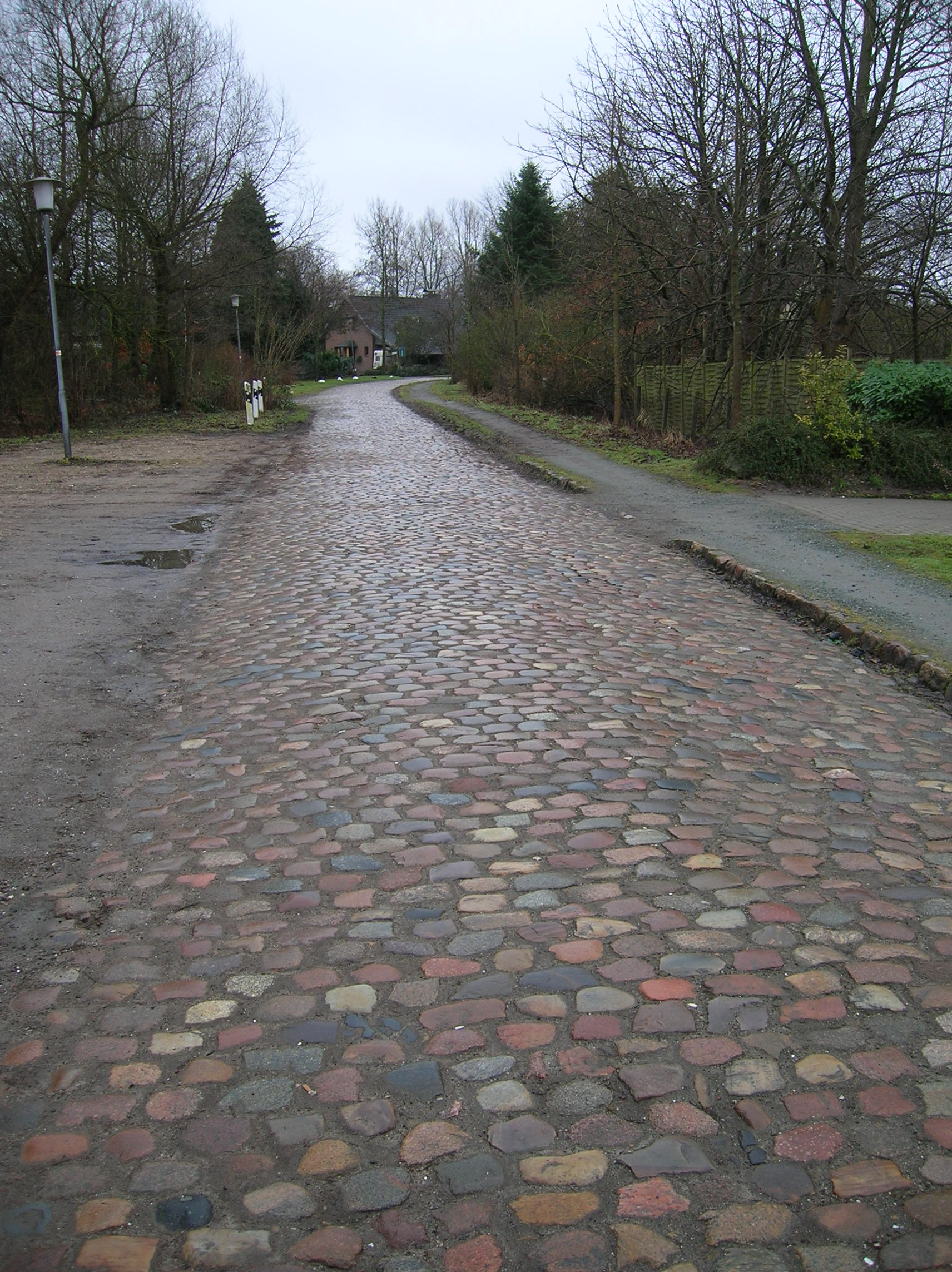
Alte B 6 in Nesse
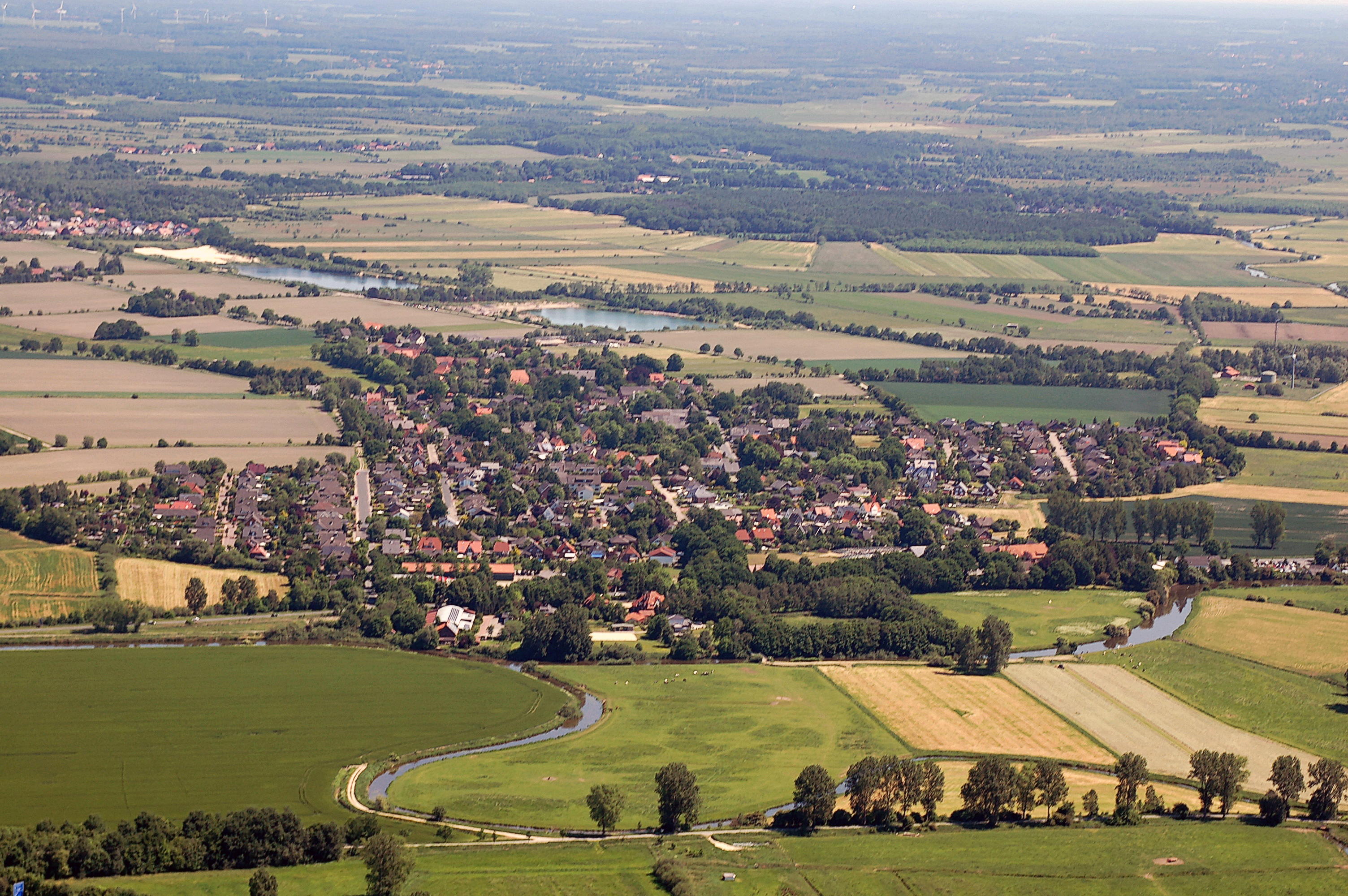
Nesse von Westen
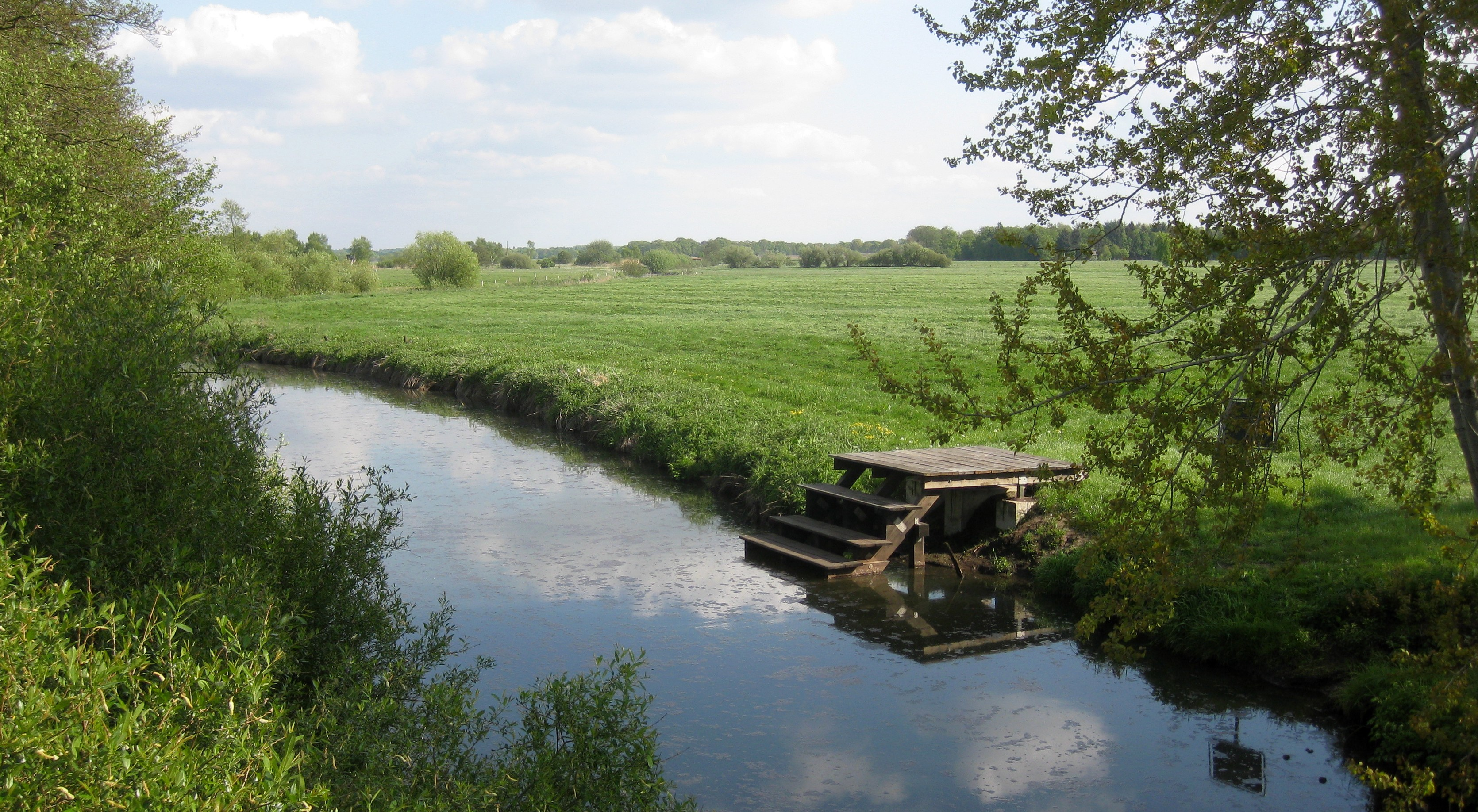
Kanu-Anlegestelle an der Lune

## Wirtschaft und Infrastruktur

### Öffentliche Einrichtungen
- Mehrzweckhalle mit dem Sportplatz
- Schützenhalle
- Kindergarten
- Freiwillige Feuerwehr

### Verkehr
Die Verkehrsadern der Landesstraßen L 135 (ehemalige Bundesstraße 6) und L 143 sowie die nahegelegene Bundesautobahn A 27 verbinden den Ort überregional. Bis 1964 gab es zudem einen Haltepunkt an der Niederweserbahn. Der Öffentliche Personennahverkehr wird inzwischen ausschließlich mit Bussen und Anrufsammeltaxis (AST) innerhalb des Verkehrsverbundes Bremen-Niedersachsen betrieben Das AST verkehrt an allen Tagen der Woche (auch in den Schulferien).
Die Lune war bis Anfang des 17. Jahrhunderts von der Mündung aufwärts bis Beverstedt-Deelbrügge mit Schiffen befahrbar. Heute ist es keine Hauptverkehrsader mehr, aber der Fluss ist jetzt wieder mit dem Kanu befahrbar.